# インド共和党
インド共和党（英語: Republican Party of India）は、インドの政党。
1957年、前年に死去したビームラーオ・アンベードカルの遺志で創設された。母体となったのはアンベードカルが率いていた指定カースト連合（英語: Scheduled Castes Federation）。アンベードカルは「指定カーストのみでなく、指定部族、後進的階級など、被抑圧者階層すべてを大糾合した新政党」を構想していたが、彼の没した後に実際に結成されると党内では内紛が絶えず、一部はインド共産党に、また、別の勢力は社会主義者に流れた。党の勢力は1962年のローク・サバー（インド下院）総選挙で10議席を獲得したのが最大で、その後分裂、1971年のローク・サバー総選挙以降は壊滅的な状態となり、現在まで各派の合計でもローク・サバーで5議席を上回ることはない。また、全インド規模の政党を標榜していたが、実際の支持基盤はボンベイやナグプールをはじめマハーラーシュトラ州に限定されていた。
現在も特にインド国民会議寄りとされ、統一進歩同盟に参画するラムダス・アータワーレー（en）とそうでないプラカシュ・アンベードカル（en、ビームラーオ・アンベードカルの孫）のあいだで対立が激しく、前者が2009年に分裂していた共和党系諸派をほぼ糾合し インド共和党（統一派）（英語: Republican Party of India（United））として結集した際にも、後者は参加しなかった。こうしたことから、同じダリットを基盤にする政党でもウッタル・プラデーシュ州から党勢を伸ばしつつある大衆社会党のほうがダリット勢力を代表しているという見方もある。